# Roškovce
Roškovce (in tedesco Roschkotz, in ungherese Roskóc, in ruteno Rošokivčy) è un comune della Slovacchia facente parte del distretto di Medzilaborce, nella regione di Prešov.
Roškovce viene citato per la prima volta nel 1478 con il nome di Roskocz quale possedimento della Signoria di Humenné. Nel XVII secolo passò Kéry, una famiglia di latifondisti.